# Partito Ungherese Giustizia e Vita
Il Partito Ungherese Giustizia e Vita (in ungherese Magyar Igazság és Élet Pártja - MIÉP) è stato un partito politico ungherese di orientamento social-conservatore e ultranazionalista fondato nel 1993.
Dal 2006 è pressoché scomparso dallo scenario politico a seguito dell'ascesa di Jobbik, che ne ha raccolto le principali istanze.
Nel 2021 si è sciolto, unendosi al partito di estrema destra Mi Hazánk Mozgalom.

## Risultati elettorali
| Elezione          | Voti    | %    | Seggi    |
| ----------------- | ------- | ---- | -------- |
| Parlamentari 1994 | 85.431  | 1,58 | 0 / 386  |
| Parlamentari 1998 | 248.901 | 5,47 | 14 / 386 |
| Parlamentari 2002 | 245.326 | 4,37 | 0 / 386  |
| Europee 2004      | 20.226  | 0,66 | 0 / 24   |
| Parlamentari 2006 | N.D.    | N.D. | N.D.     |
| Europee 2009      | N.D.    | N.D. | N.D.     |
| Parlamentari 2010 | 1.286   | 0,03 | 0 / 386  |
| 1.                |         |      |          |